# Монторо (Іспанія)
Монторо (ісп. Montoro) — муніципалітет в Іспанії, у складі автономної спільноти Андалусія, у провінції Кордова. Населення — 9915 осіб (2010).
Муніципалітет розташований на відстані близько 270 км на південь від Мадрида, 39 км на північний схід від Кордови.
На території муніципалітету розташовані такі населені пункти: (дані про населення за 2010 рік)
- Кампінья: 16 осіб
- Касільяс-де-Веласко: 18 осіб
- Чарко-дель-Новільйо: 48 осіб
- Ла-Естасьйон: 38 осіб
- Уертос-Фаміліарес-де-Сан-Фернандо: 258 осіб
- Мадроньяль: 121 особа
- Монторо: 9161 особа
- Нава: 104 особи
- Санта-Бріхіда: 92 особи
- Торресілья: 59 осіб

## Демографія
Динаміка населення (INE ):

## Галерея зображень

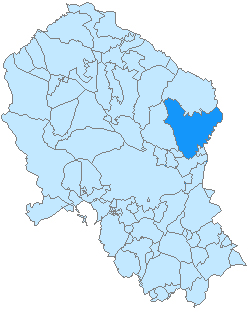
Розташування муніципалітету у провінції Кордова
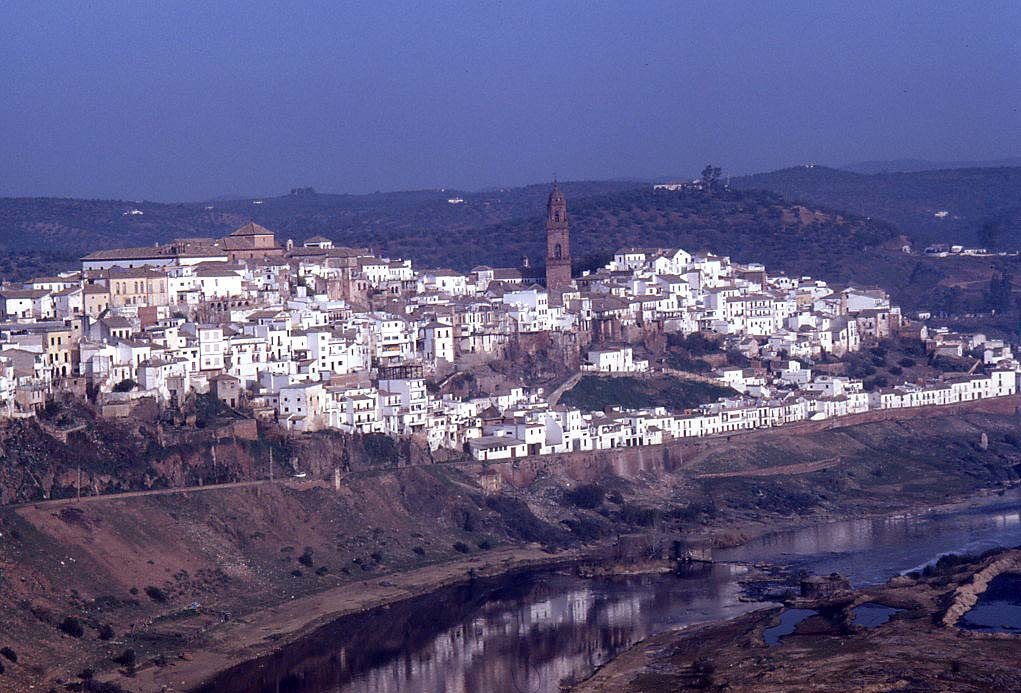
Монторо
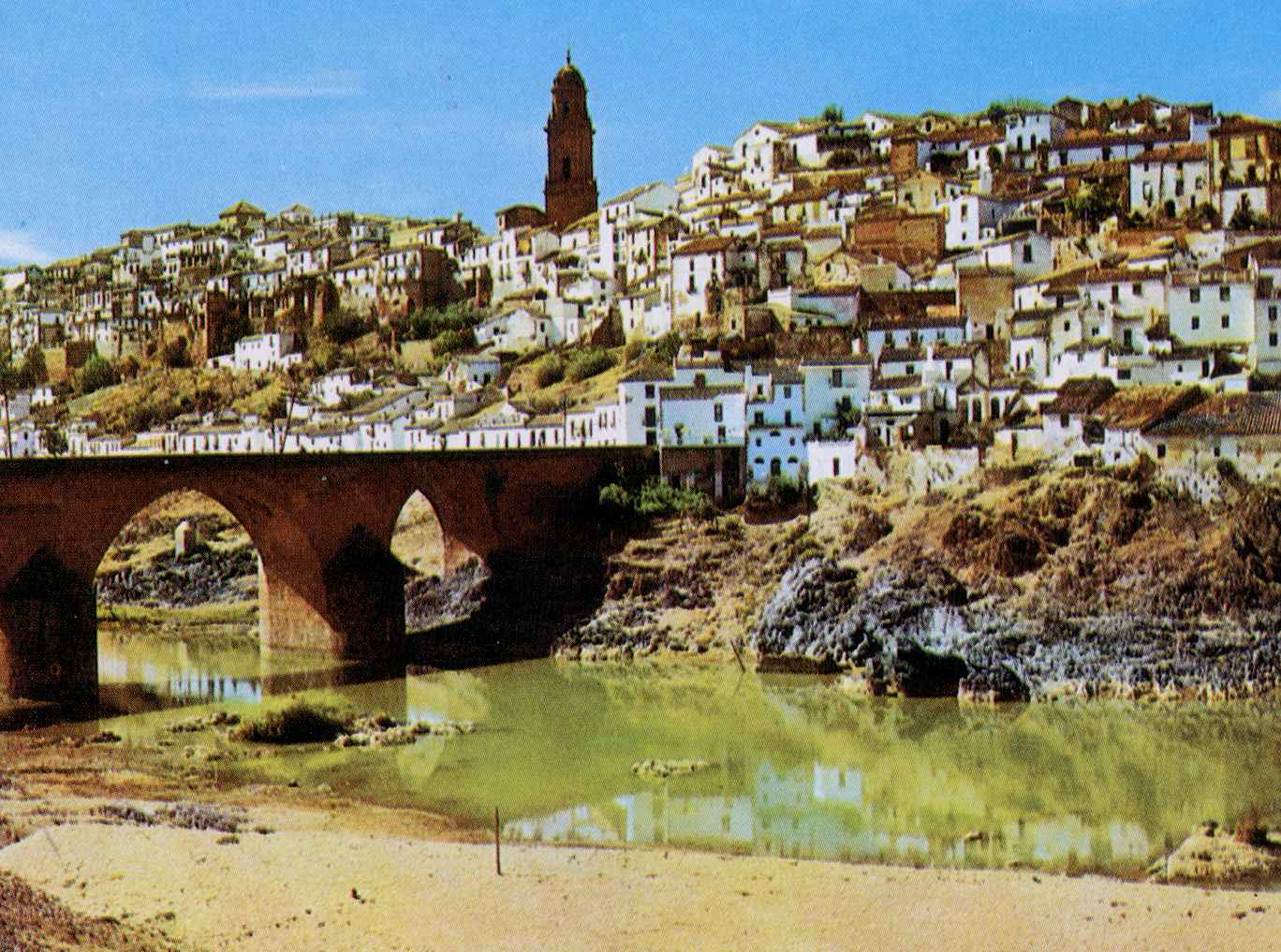
Монторо